# Дрік (Румунія)
Дрік (рум. Dric) — село у повіті Алба в Румунії. Адміністративно підпорядковане місту Кимпень.
Село розташоване на відстані 323 км на північний захід від Бухареста, 54 км на північний захід від Алба-Юлії, 59 км на південний захід від Клуж-Напоки.

## Населення
За даними перепису населення 2002 року у селі проживала 121 особа, усі — румуни. Усі жителі села рідною мовою назвали румунську.